# Schopperten
 Schopperten (en alsacià Schopperte) és un municipi francès, situat a la regió del Gran Est, al departament del Baix Rin. L'any 2006 tenia 391 habitants.
Forma part del cantó d'Ingwiller, del districte de Saverne i de la Comunitat de comunes de l'Alsace Bossue.

## Demografia
| 1962 | 1968 | 1975 | 1982 | 1990 | 1999 |
| ---- | ---- | ---- | ---- | ---- | ---- |
| 202  | 228  | 233  | 225  | 227  | 292  |

## Administració
| Període | Identitat            | Partit |
| ------- | -------------------- | ------ |
| 2001-   | Jean-Louis Ruffenach |        |